# Thomas John Barnardo

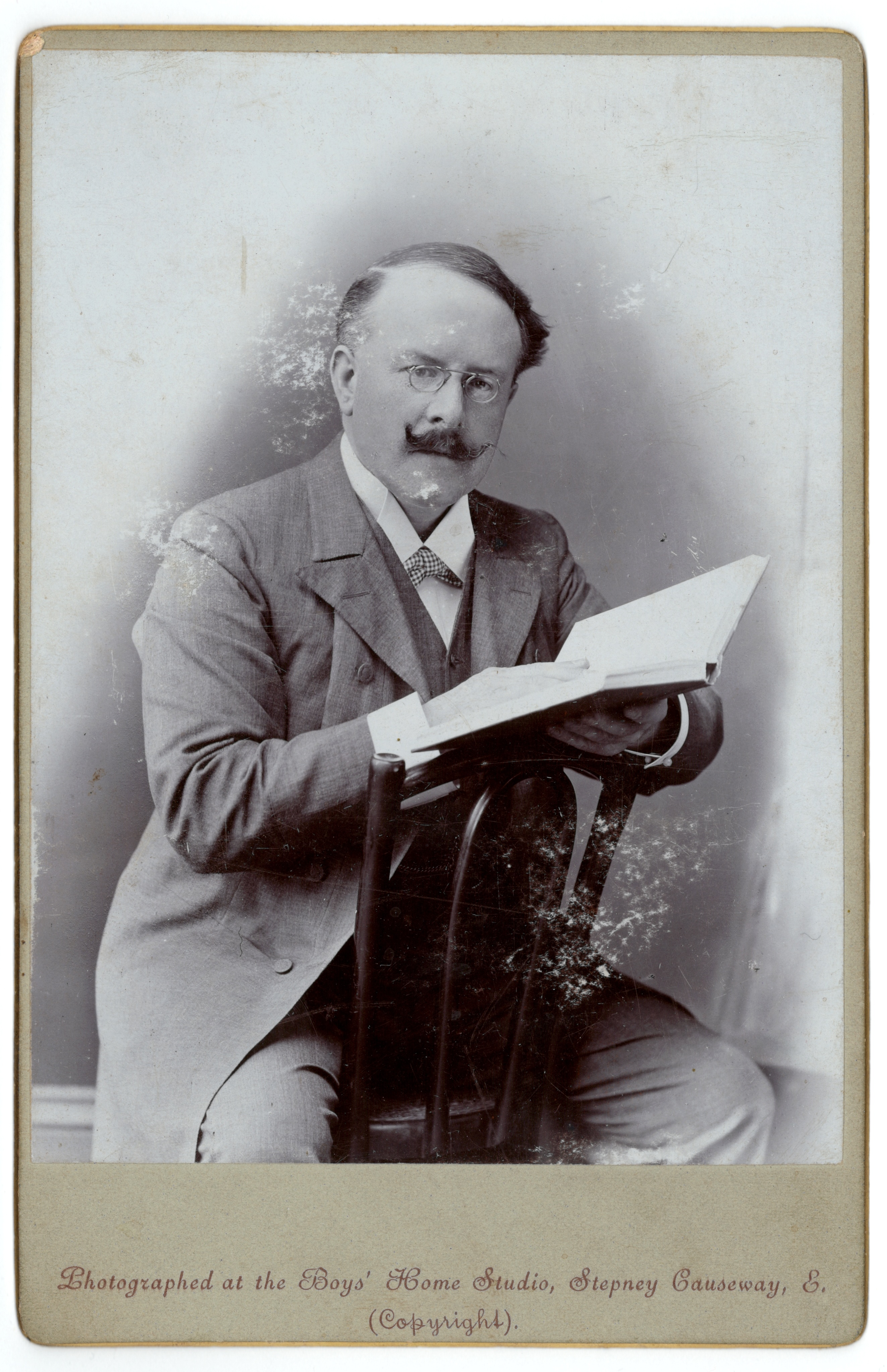
Thomas John Barnardo

Thomas John „Tom“ Barnardo (* 4. Juli 1845 in Dublin; † 19. September 1905 in London) war ein irischer Philanthrop und Gründer und Direktor von Heimen für arme Kinder. Von der Gründung des ersten Barnardo’s-Heims 1867 bis zu seinem Tod half er mit, annähernd 60.000 Kinder aus dem Elend zu retten, zu erziehen und ihnen zu einem besseren Leben zu verhelfen.
Obwohl Barnardo sein Studium am Londoner Krankenhaus niemals abgeschlossen hatte, führte er einen Doktorgrad. Später erwarb er ein Diplom.

## Leben und Werk

### Frühe Jahre
Barnardo war das erste von fünf Kindern (eines starb bei der Geburt) des Kürschners John Michaelis Barnardo und dessen zweiter Frau Abigail, einer Engländerin, die Mitglied der freikirchlichen Plymouth Brethren war. John Michaelis Barnardo war aus Preußen über Hamburg nach Dublin emigriert, wo er im Jahr 1812 unter dem Namen J. M. Barnardo & Son ein, noch bestehendes, Pelzgeschäft eröffnete. Er heiratete zweimal und wurde Vater von sieben Kindern. Die Herkunft der Familie Barnardo ist unklar; die Familie „konnte ihre Wurzeln nach Venedig zurückverfolgen, später, im 16. Jahrhundert, folgte die Konversion zur Lutherischen Kirche“, während andere von deutsch-jüdischen Wurzeln berichteten.

### „Dr.“ Barnardos Heime

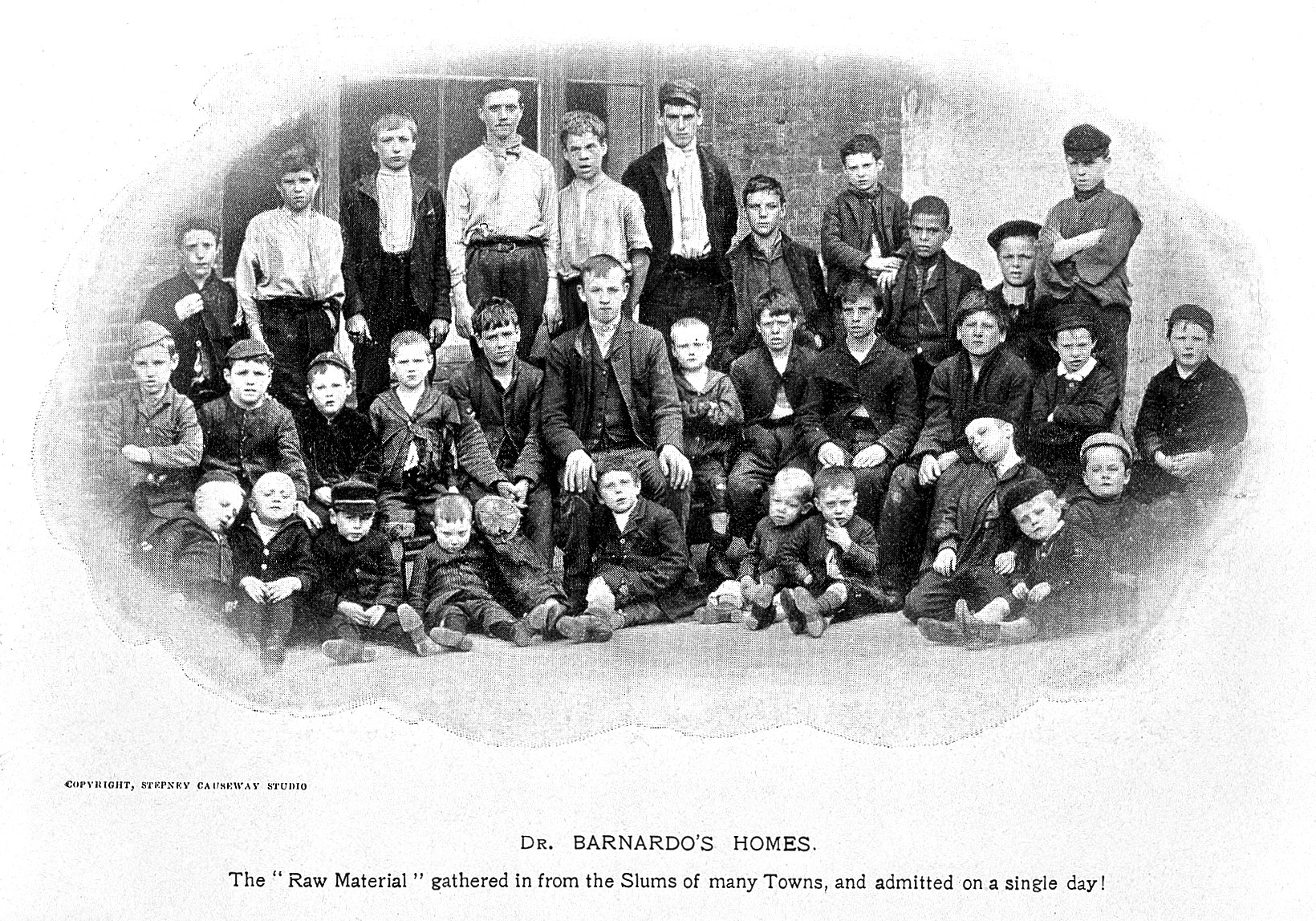
Gruppenbild einiger Kinder außerhalb eines Barnardo-Heimes

Barnardo schrieb über sich, dass er als kleines Kind selbstsüchtig gewesen sei, und die Meinung vertreten habe, dass alles, was nicht sein war, ihm gehören solle. Mit zunehmendem Alter überwand er diese Einstellung und engagierte sich führend in der Armenhilfe. 1866 zog er nach London. In der Absicht, sich für eine medizinische Missionarstätigkeit in China zu qualifizieren, studierte er am dortigen Krankenhaus Medizin. Es schlossen sich Universitätsbesuche in Paris und Edinburgh an, wo er Mitglied des Königlichen Chirurgenkollegs von Edinburgh wurde.
Er betrieb evangelistische Arbeit, vor allem der Unterrichtung in ragged schools, die von Kindern besucht wurden, denen die „Eltern abhanden gekommen waren“. Durch ein solches verlassenes Kind, das er adoptierte, hatte er eine Art Schlüsselerlebnis. Bis dahin hätte er nicht gewusst oder geglaubt, dass jemand ohne Mutter oder Vater und ohne Unterkunft existieren könne. Er wurde bald auf die große Zahl wohnungsloser und notleidender Kinder aufmerksam, die sich in den Städten Englands herumtrieben. Ermutigt durch die Unterstützung von Anthony Ashley-Cooper, 7. Earl of Shaftesbury, und Hugh Cairns, 1. Earl Cairns, gab er seine ursprüngliche Absicht, als Missionar nach China zu gehen, auf. Barnardo begann, was später sein Lebenswerk darstellen sollte: Er gründete 1868 die Armenschule „Hope Place“ im Londoner East End, sein erster Ansatz, die ungefähr 30.000 mittellosen Kinder im viktorianischen London zu unterstützen. Viele der Kinder waren nicht nur verarmt, sondern auch verwaist, aufgrund eines aktuellen Cholera-Ausbruchs. Für diejenigen, die sich keinen Privatunterricht leisten konnten, bot die Schule eine Ausbildung an, die zwar von der Natur her ein christliches Fundament hatte, aber nicht ausschließlich auf die Religion fokussiert war. Sie bot Unterweisung in verschiedenen üblichen Gewerben der damaligen Zeit an, beispielsweise als Zeitungsbote oder Schuhputzer.
Im Jahr 1870 gründete Barnardo ein Jungen-Waisenhaus in 18 Stepney Causeway, London, nachdem er erfahren hatte, unter welchen Bedingungen Londons verwaiste Bevölkerung schlafen musste. Dies war die erste von 122 derartigen Einrichtungen, die noch vor seinem Tod im Jahre 1905 gegründet wurden, und für über 8500 Kinder sorgten. Den Bewohnern wurde eine wesentliche Versorgung garantiert; Kleinkinder und jüngere Kinder wurden in ländliche Gegenden geschickt, um sie vor der industriellen Verschmutzung zu schützen, Jugendliche wurden in Fähigkeiten wie Holzhandwerk und Metallbearbeitung ausgebildet, um ihnen eine finanzielle Grundsicherung zu ermöglichen.
Barnardos Heime gab es nicht nur für Jungen; 1876 wurde das „Girl’s village home“ gegründet. 1905 betreute es 1300 Mädchen, die für Heimarbeit ausgebildet wurden. Eine andere Einrichtung, das Rettungsheim für Mädchen in ernster Gefahr, zielte darauf ab, Mädchen vor der zunehmenden Flut der Kinderprostitution zu bewahren.
Neben den verschiedenen Heimen und Schulen gründeten Barnardo und seine Frau, Sarah Louise Elmslie, ein Strandgenesungsheim und ein Krankenhaus für Schwerkranke.
Es gab eine frühe Kontroverse um Barnardos Arbeit. Im Einzelnen wurde er beschuldigt, Kinder ohne Einverständnis ihrer Eltern entführt zu haben oder Fotografien von Kindern gefälscht zu haben, um den Unterschied zwischen der Zeit vor und nach ihrer Rettung durch Barnardos dramatischer aussehen zu lassen. Er bekannte sich offen zu ersterer dieser Anschuldigungen, indem er es als „philanthropische Entführung“ beschrieb, wobei er seine Verteidigung auf dem Gedanken aufbaute, dass der Ausgang die Mittel rechtfertige. Insgesamt wurde er in 88 Fällen angeklagt, für gewöhnlich wegen Entführung. Als charismatischer Redner und beliebte Persönlichkeit ging er jedoch unversehrt aus diesen Skandalen hervor. Die anderen Anschuldigungen, die gegen ihn vorgebracht worden waren, beinhalteten das Präsentieren von gestellten Bildern von Kindern für Barnardos „Vorher und Nachher“-Karten und die Vernachlässigung der grundlegenden Hygiene der Kinder unter seiner Obhut.
Barnardo und seine Frau Syrie erhielten als Hochzeitsgeschenk ein Haus in Barkingside. Dort schuf er einen 24 Hektar großen ländlichen Rückzugsbereich als Lebensmöglichkeit für verarmte Kinder, die in einer dörflichen Umgebung aufgewachsen waren. Am 9. Juli 1876 eröffnete Lord Cairns das dörfliche Mädchenheim mit 12 Landhäusern offiziell. Im selben Jahr wurde eine moderne Dampfwäscherei in Betrieb genommen. Bis 1906 wuchs die Zahl der Landhäuser auf 66, die 1300 Mädchen ein Heim boten. Die Landhäuser waren auf drei Dorfanger nahe Mossford Lodge bei Barkingside, Ilford, Essex, das 1873 eröffnet wurde, verteilt. 1894 wurde eine multikonfessionelle Kinderkirche eingerichtet und aus dem dörflichen Mädchenheim war eine wirkliche „Gartenstadt“ geworden.
Im Jahr 1899 wurden die verschiedenen Institutionen und Organisationen unter dem Namen The National Association for the Reclamation of Destitute Waif Children zusammengefasst, aber die Einrichtung war stets unter ihrem landläufigen Namen Dr. Barnardo’s Homes bekannt. 
Im Jahr 1877 war er Hausarzt am Smedley-Hydro-Hotel in Southport. In der Zeit, in der er in Southport lebte, eröffnete er eine Kinderschule in Birkdale.
Ab November 1889 war Barnardo Mitglied der Freimaurerloge Shadwell Clerke Lodge No. 1910 und außerdem Mitglied des Orange Order in Dublin.

### Ehe und Familie
Im Juni 1873 heiratete Barnardo Sarah Louise Elmslie (1842–1944), bekannt unter dem Namen Syrie, die Tochter von William Elmslie, einem Versicherungsagenten für Lloyd’s of London, der sich auch karitativ betätigte. Syrie teilte das Interesse ihres Mannes an evangelistischer und sozialer Arbeit. Das Paar ließ sich bei Mossford Lodge, Essex, nieder, wo sie sieben Kinder bekamen; drei davon starben früh.
Das Familienleben mit seinem einerseits sehr religiösen und philanthropischen, andererseits wohlhabenden Hintergrund wies einige Besonderheiten auf. So lasen sie gemeinsam die Bibel, und es war den Kindern unter anderem verboten, ins Theater zu gehen.
Ihr drittes Kind, die älteste Tochter Gwendolyn Maud Syrie (1879–1955), ebenso wie ihre Mutter unter dem Namen Syrie bekannt, entzog sich 1901 ihrer religiösen Familie und heiratete den wohlhabenden Geschäftsmann Henry Wellcome, später den Autor William Somerset Maugham und wurde eine prominente Londoner Innenausstatterin der 1920er and 1930er Jahre.
Ein anderes Kind, Marjorie, war anscheinend geistig behindert; möglicherweise handelte es sich um das Down-Syndrom, Näheres scheint nicht bekannt.

### Als „Jack the Ripper“ verdächtigt
Während der Whitechapel-Morde wurden wegen der angenommenen medizinischen Kenntnisse Jack the Rippers verschiedene Ärzte in der Gegend verdächtigt. Auch Barnardo wurde ab 1970 von Donald Mc Cormick als möglicher Verdächtiger genannt. Der „Ripperologe“ Gary Rowlands theoretisierte 2005, dass Barnardos einsame Kindheit und religiöser Eifer ihn dazu getrieben habe, Prostituierte zu ermorden, um die Straßen von ihnen zu reinigen und sie zu veranlassen, ihre Kinder in seine Obhut zu geben. Nur aufgrund eines Unfalls in einem Schwimmbecken, der ihn kurz nach dem Mord an Mary Kelly vollständig ertauben ließ, habe er aufgehört, zu töten, da seine Taubheit eine größere Gefahr der Verhaftung mit sich gebracht habe.  Für diese Mordverdächtigung gibt es jedoch nicht den geringsten Beweis. Kritiker wiesen überdies darauf hin, dass sein Alter und Erscheinungsbild zu keiner der Beschreibungen des Rippers passten. Barnardo war im East End wohlbekannt und pflegte billige Fremdenheime zu besuchen, um mit den mittellosen Bewohnern zu sprechen, dabei ergab sich ein Zusammenhang mit der Mordserie: Während eines dieser Besuche sprach er zu der Zeit mit einer Gruppe in der Flower and Dean Street 32, Whitechapel. Eine der Frauen rief angetrunken: „Es geht uns allen schlecht und niemand kümmert sich darum, was aus uns wird, vielleicht werden einige von uns als nächstes getötet“. Barnardo sah später in der Leichenhalle die Leiche der Elizabeth Stride, Jack the Rippers drittem anerkannten Opfer, und bestätigte, dass sie unter den Anwesenden gewesen sei.

### Tod
Thomas John Barnardo starb im Alter von 60 Jahren an Angina Pectoris. Er wurde vor dem Cairns House, Barkingside, in Essex beigesetzt. Das Haus wurde später zum Hauptquartier der Kinderfürsorge Barnardo’s, die er gegründet hatte.

### Vermächtnis
Barnardo war Autor von 192 Büchern, die sich mit der karitativen Arbeit befassten. Nach seinem Tod wurde eine nationale Gedenkstiftung im Wert von £250.000 ins Leben gerufen, um die verschiedenen Einrichtungen liquide zu halten und das Gesamtwerk auf eine finanziell dauerhaft gesicherte Basis stellen zu können. William Baker, der frühere Vorsitzende des Rates, wurde als Ehrenvorsitzender zum Nachfolger des Heimgründers gewählt.
Von der Gründung der Heime 1870 bis zu Barnardos Tod wurden annähernd 60.000 Kinder aufgenommen, die meisten ausgebildet und danach entlassen. Zum Zeitpunkt seines Todes sorgte Barnardos Hilfsorganisation für über 8500 Kinder in 96 Heimen. Seine Arbeit wurde von seinen vielen Anhängern unter dem Namen „Dr Barnardo’s Homes“ weitergeführt. Gesellschaftlichen Veränderungen in der Mitte des 20. Jahrhunderts folgend, verlegte die Wohltätigkeitsorganisation ihren Schwerpunkt von der direkten Fürsorge für Kinder auf Pflegeunterbringung und Adoption, wobei sie sich in „Dr Barnardo’s“ umbenannte. Nach der Schließung ihres letzten traditionellen Waisenhauses im Jahre 1989 nahm sie den einfacheren Namen „Barnardo’s“ an. Das offizielle Maskottchen von Barnardo’s ist ein Bär namens Barney. Königin Elisabeth II. war von 1983 bis 2016 Schirmherrin von Barnardo’s, bis sie die Aufgabe der Herzogin von Cornwall, der heutigen Königin Camilla, übertrug.
Hauptgeschäftsführer ist Lynn Perry. Barnardo’s war in den allgemeinen Skandal um erzwungene Kindermigration verwickelt, in dem Kinder mit schlechtem sozialen Hintergrund von Kirchen und Wohltätigkeitsorganisationen in die früheren Kolonien (Australien, Neuseeland, Kanada, Südafrika) verbracht wurden, ohne Zustimmung ihrer Eltern und sogar mit falschen Todeserklärungen. Obwohl es sich um eine legale Vorgehensweise handelte, unterstützt von Regierung und Gesellschaft, litten die Kinder in vielen Fällen unter harten Lebensbedingungen und viele wurden Opfer von körperlichem und, in manchen Fällen, sexuellem Missbrauch. Diese Vorgehensweise setzte sich bis in die 1970er Jahre fort. Dies führte zu einer öffentlichen Entschuldigung von Premierminister Gordon Brown im Jahre 2010.

## Gedenktag
19. September im Evangelischen Namenkalender.